# Pál levele a kolosszébeliekhez

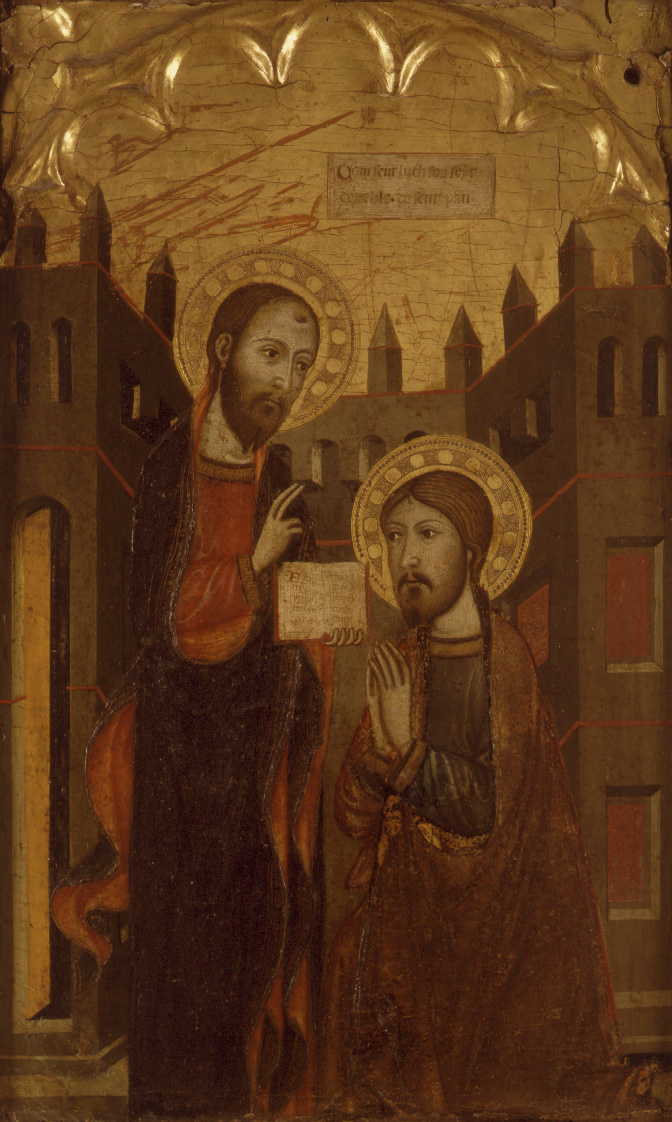
Szent Pál (balra) és Szent Lukács (jobbra), Valenciai Szépművészeti Múzeum

A Pál levele a kolosszébeliekhez (más fordítás szerint: kolosséiakhoz, Levél a kolosszeieknek, A kolosszeieknek írt levél) az Újszövetség egyik könyve, a páli levélgyűjtemény (Corpus Paulinum) része, hagyományosan a fogságból írott levelek közé tartozik.

## A szerzőség kérdése

### A páli szerzőség
A 19. századig nem kérdőjelezték meg, hogy a levelet Pál apostol írta. Ezt az állítást támasztja alá a cím, az egyházi hagyomány, továbbá számos belső, a levél tartalmából, szövegéből levezett érv.
Magának a levél szerzőjének mindenképpen az a célja, hogy Pálnak higgyük (1,1; 4,18) és valóban a páli hagyományokat követi. A levél Pál számos írásához hasonlít, leginkább a Filemonhoz írt levélhez. A levél a szöveg állítása szerint – ugyanolyan körülmények között keletkezett, mint a filemoni levél: Pál börtönben ül – valószínűleg Efezusban –, és innen küldi üdvözleteit a szintén nagy létszámú közösségnek.
Használ több igen fontos páli fogalmat, mint amilyen Krisztus teste (3,15), a "Krisztusban" lévő formula (1,2- 4,28), Krisztusban meghalni a keresztségben (2,12), a hit, remény, szeretet hármassága (1,4-5).

### A deuteropáli szerzőség
A fenti érvek ellenére többen vitatják Pál szerzőségét és deutero-(másodlagos)páli levélnek tekintik. Érvelésük szerint a páli fogalmakat, tartalmakat a szerző más irányba mozdítja el, újszerűen, kreatívabban használja fel.
A teológiai és stilisztikai érvek mellett Pál szerzősége ellen szól, hogy már elterjedt kereszténységről ír, mely csak Pál halála után, az 1. század végén volt lehetséges. Ugyancsak emellett szól az egyház kifejezés – korábbi gyakorlattal szembeni – egyetemes egyház értelmében való használata.
A Filemon-levélre utaló elemek miatt egyesek éppen ezért Onézimoszt feltételezik a levél írójaként.

### Áthidaló megoldás
A két felfogás között középutat képvisel egy harmadik lehetőség, mely szerint a levelet még Pál életében, élete vége felé egy munkatársa, talán Timóteus írta, nem sokkal a Filemonhoz írt levél után, Kr. u. 54-56-ban, Efezusban.

## A megírás helye, ideje
A megírás helyének és idejének kérdése összefügg a szerzőség kérdésével.
- Amennyiben elfogadjuk, hogy Pál írta, úgy valamelyik fogsága jöhet számításba. Leggyakrabban az efezusi fogságra gondolnak, de szóba jöhet a római fogság is – ez utóbbi esetben Kr. u. 60–62 közé tehető a megírás.[7]
- Amennyiben elvetjük a páli szerzőséget, úgy a lehetőségek széles skálája tárul fel. A levelet valamikor Kr. u. 63 és 90 között írták.[4]

## Kolosszei és a levél címzettjei

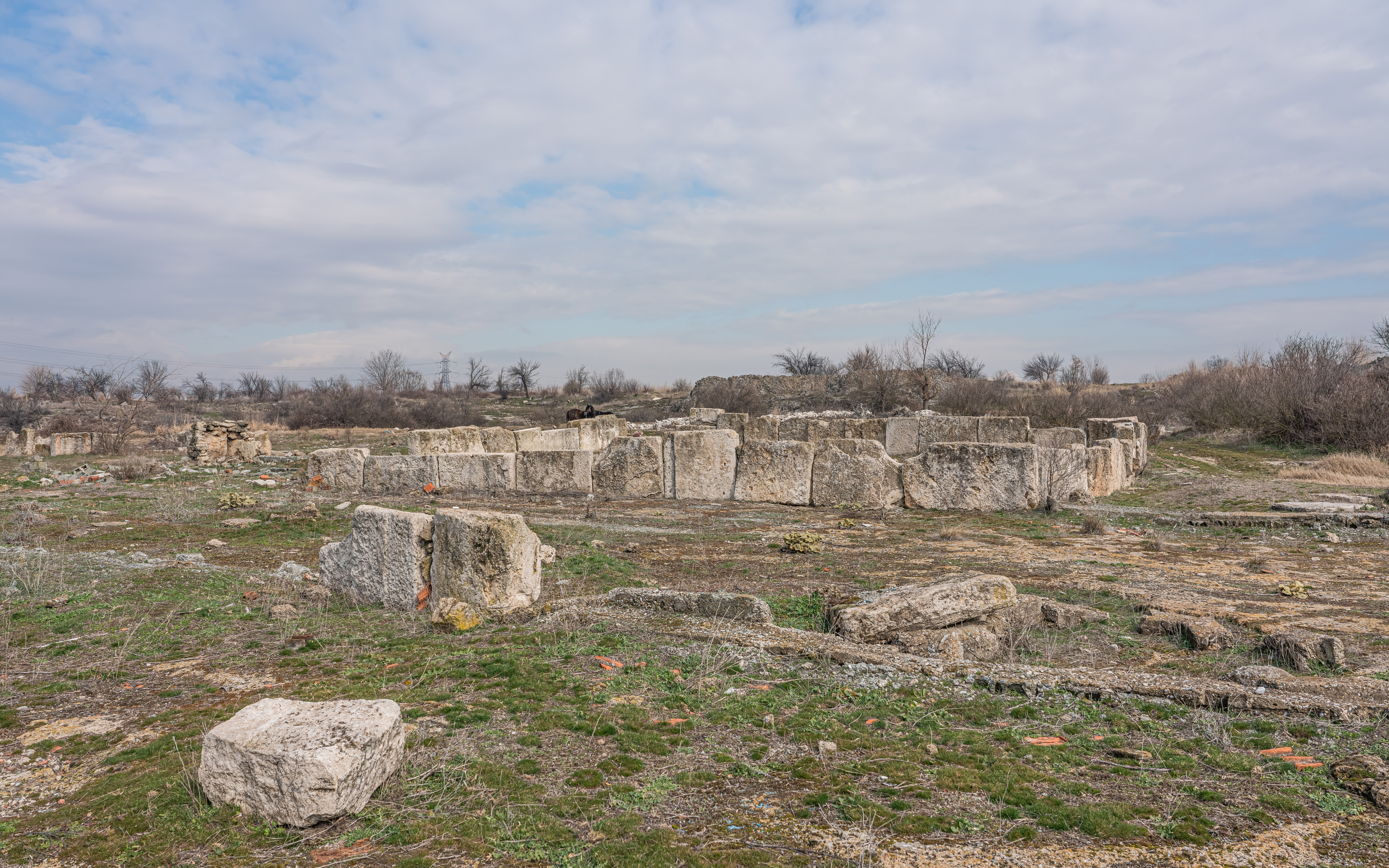

A levél címzettjeinek városa, Kolosszai a Lükosz völgyében feküdt, mintegy 160 km-re keletre Epheszosztól, nem messze Hierapolisztól és Laodikeiától. Nevét valószínűleg a közelében található, nagy méretű, szokatlan formájú kövekről kapta. Gazdag ásványi sókban és jó legelője van, viszont gyakoriak a földrengések (Kr. u. 61-ben el is pusztították a várost).
Pál a levél tanúsága szerint soha nem járt Kolosszaiban.
Ezért is merülhetett fel, hogy a levél szerzője – aki talán nem Pál – indirekt módon a saját, előttünk ismeretlen közösségét szólítja meg, és csupán fikció, hogy e levelet a kolosszeieknek küldte. Ezt a feltevést támasztja alá az, hogy elképzelhetetlen, hogy a szerző – ha valóban ennek a közösségnek ír – kihagyja az üdvözlésből Filemon nevét, aki a kolosszei kongregáció kulcsfigurája volt (Fil 2).

## A levél stílusa, műfaja
Feltűnő a levél stílusa és a tan hasonlósága az efezusiaknak írt levéllel. További hasonlóságot mutat a Filemon-levelekkel, mert ugyanaz a küldetése Szent Onézimosznak és Tichikusznak, így ez a három levél egységes csoportot alkot. Noha számos páli kifejezés és szó, és a tradicionális liturgikus anyag blokkjainak beépítése is jelen van, mégis az, ahogyan mondatait megfogalmazza, ahogyan a retorikai trükköket és kifejezéseket alkalmazza – mint pl. a kötőszavakat és prepozíciókat –, teljesen ellentétben áll Pál stílusával. Szövegében pedig 34 olyan szó van, mely sehol máshol nem található meg az Újszövetségben (hapax legomenon), 15 pedig csak az efezusi levélben van meg.
Sajátossága, hogy a páli levelekkel ellentétben – nem utal konkrét körülményekre, problémákra, élethelyzetekre, viszont hangsúlyosan szól önmagáról az apostol.
Műfaját tekintve apostoli buzdító beszéd, parainézisz.

## Tartalma, szerkezete
Pál megbízottja Ephafrász riasztó híreket hozott Kolosszéból, ezért Pál sietve válaszol, megírása után a levelet Tichikuszra bízza.
A bevezető üdvözlés után ír a Krisztus isteni méltóságáról és az apostol hivatásáról. Majd a tévtanítók ellen szól és kinyilvánítja a régi és az új ember erkölcsi kötelességeit.
- Címzés és köszöntés: 1,1-2
- Pál öröme: 1,3-23
  - Hálaadás a közösségért
  - Könyörgés a közösségért
  - Krisztus, a mindenség és az egyház feje
  - A közösség bátorítása
- Buzdítások: 1,24-2,23
  - Pál szolgálata
  - Óvás a tévtanítóktól
- Új élet Krisztusban: 3,1-4,6
  - A régi és az új ember
  - Állapotbeli kötelességek
  - Általános intelmek
- Befejezés: személyes közlések és köszöntések: 4,7-18

## Teológiája
A levél egyik meghatározó jellemzője a - közelebbről meg nem határozható ellenfelekkel való vita. Meghatározóik a bölcsesség és a tudás, ami a korabeli zsidó és nem zsidó gondolkodásban is megtalálható volt. Így riválisai valószínűleg a judaizmus, a kereszténység és a pogányság elemeit kombinálhatták, egyfajta gnosztikus gondolatrendszerré.
A szerző ezeket a fogalmakat Krisztusra vonatkoztatja. Éppen ezért a levél teológiai üzenete meglehetősen világos: Jézust döbbenetes erővel kozmikus Krisztusként jeleníti meg. Ő a teremtés Ura, az elemek és a kozmikus erők meghódítója. Egyedül rajta keresztül jön el a megváltás, a bűnök bocsánata.
Továbbá megtudható a levélből, hogy mit jelent a keresztények számára, hogy szabadon, kizárólag Krisztust szolgálják. A keresztények ugyanis, mint testének, az egyháznak tagjai, a keresztség által minden szabályzat és aszketikus cselekedet alól mentesülnek, ami azt jelenti, hogy az alsóbbrendű hatalmakat szolgálják. Bárki, aki megpróbál visszaélni a keresztény szabadsággal és egyedül így akarja szolgálni Krisztust, az nem hallgattatik meg; az efféle tanítás kívül esik az apostoli tradíción. A Krisztusban elérhető szabadságot pedig az ő szolgálatában kell gyakorolni, ami bizonyos felelősséggel is jár. A levél tehát néhány olyan instrukciót ad, hogy mi az, amit kerülni kell, vagy mire kell törekedni, és különleges utasításokkal látja el a keresztények házanépét. A szerző úgy jellemzi a keresztény életmód egészét, hogy "hálaadásban" kell élni.